# Elżbieta Barszczewska
Elżbieta Barszczewska, född 29 november 1913 i Warszawa i Kongresspolen, död där 14 oktober 1987, var en polsk skådespelerska och filmaktris. Hon genomgick gymnasiet i Warszawa. Efter att inledningsvis ha studerat statsvetenskap övergick hon till teater och avlade examen vid Polens nationella teaterinstitut (Państwowy Instytut Sztuki Teatralnej) 1934. Hennes debutroll var Helena i Leon Schillers uppsättning av En midsommarnattsdröm. Under den tyska ockupationen under andra världskriget var hon delaktig i den underjordiska teaterscenen. På grund därav arresterades hon 1941, efter den polska motståndsrörelsens mord på kollaboratören och skådespelaren Igo Sym, som av tyskarna gjorts till direktör för flera teatrar i Warszawa.